# Rossini – oder die mörderische Frage, wer mit wem schlief
Rossini – oder die mörderische Frage, wer mit wem schlief (en alemany Rossini, o la pregunta assassina de qui va dormir amb qui) és una pel·lícula de comèdia alemanya dirigida per Helmut Dietl i escrita per Patrick Süskind, que es va estrenar a Alemanya el 1997 amb 3,2 milions d’espectadors. Va ser una de les pel·lícules amb més èxit de l'any segons els espectadors.

## Argument
L'escena mediàtica de la ciutat es reuneix al restaurant de Munic "Rossini", entre ells el director Uhu Zigeuner, el productor Oskar Reiter i el poeta Bodo Kriegnitz. Pretenen filmar la novel·la més venuda The Loreley de l'escriptor extremadament tímid Jakob Windisch, tot i que l'autor s'hi oposa repetidament. Els retards provocats per la negativa estan causant problemes al productor Reiter, el banc del qual vol tallar-li els diners i fins i tot fer-se càrrec de la seva productora.
El mateix Reiter també competeix amb Kriegnitz per la bella (i egoista) Valerie, a qui li agrada ser cortejada per ells dos. Tanmateix, quan el poc atractiu metge Dr. Gelber li proposa una proposta i vol donar-li totes les seves pertinences en una capsa, s'adona que són els seus dos admiradors, Reiter i Kriegnitz. ,
A més, la periodista de xafarderies amb fam de sexe Charlotte s'acosta massa i sense èxit als gitanos i els genets i acaba violant Windisch, cosa que el pertorba profundament. El salva i el porta a casa la seva admiradora secreta, la cambrera Serafina. Tanmateix, ella també està decebuda quan el vol seduir i ell s'hi resisteix amb vehemència.
A causa de l'adaptació cinematogràfica prevista, multituds de rosses més o menys talentoses que intenten el paper de Loreley acudeixen a l'estudi de producció o al restaurant, però sense poder causar cap impressió. Una noia bonica que apareix sota el nom de "Blancaneus", en canvi, es posa en el punt de mira amb habilitat i també adopta un enfocament més intel·ligent: es llança a qualsevol que la pugui ajudar a aconseguir el paper. Primer accedeix al restaurant a través de Rossini, després gira el cap dels gitanos i finalment Reiter.

## Repartiment
- Götz George : Uhu Zigeuner
- Mario Adorf : Paolo Rossini
- Heiner Lauterbach : Oskar Reiter
- Gudrun Landgrebe : Valerie
- Veronica Ferres : Schneewitchen
- Joachim Król : Jakob Windisch
- Hannelore Hoger : Charlotte Sanders
- Armin Rohde : Dr. Sigi Gelber
- Jan Josef Liefers : Bodo Kriegnitz
- Martina Gedeck : Serafina
- Meret Becker : Zillie Watussnik
- Hilde Van Mieghem : Fanny Zigeuner
- Eva-Ingeborg Scholz : La 2a dama al teatre

## Crítica
| «                                   | Una pel·lícula d'entreteniment elaborada i sòlidament escenificada a la interfície entre la comèdia i la tragèdia, que, amb diàlegs puntuals i bons actors, crea una imatge de vegades còmicament estranya, de vegades mordaçment macabra d'un món elegant ple de vanitats. | » |
| — Lexikon des internationalen Films | |   |

| «         | 'Rossini' està a l'avantguarda de la producció alemanya, sobretot pel seu aclaparador idioma cinematogràfic. L'elegància de Dietl de la producció a la Lubitsch, el treball de càmera fluid de Gernot Roll, la cura increïble de la decoració [...], l'equipament, el vestuari, la coloració, la il·luminació i l'estructura narrativa oberta donen lloc a una joia cinematogràfica de luxe. | » |
| — kino.de | |   |

| «        | El que es pretenia com una sàtira social resulta ser una comèdia superficial en què els bons actors són pura personalitat. La pel·lícula, que suposadament està inspirada en fets reals, reuneix totes les cares i motius coneguts de les exitoses comèdies alemanyes dels darrers anys, sense oferir ni una idea pròpia. Una pel·lícula (encara que fotografiada de manera brillant) interpretada i dirigida de manera tòpica, en la qual Veronica Ferres, entre totes les persones, s'estiliza com l'encarnació de Lorelei i l'epítom de l'enyorança masculina. En resum: supèrflua perquè és extremadament avorrida. | » |
| — prisma | |   |

## Al·lusions i motius
La pel·lícula conté nombroses al·lusions a persones i llocs reals. Es diu que el personatge cinematogràfic de l'autor extremadament tímid, interpretat per Joachim Król, que no vol que el seu llibre es converteixi en una pel·lícula ni per molts diners, es basa en el coguionista Patrick Süskind. Se suposa que el llibre (a la pel·lícula: "Loreley") és el seu best-seller El perfum. De fet, Süskind havia rebutjat les ofertes per filmar la novel·la durant anys; no va ser fins al 2006, gairebé 20 anys després de la seva publicació, que això va passar. Uhu Zigeuner al·ludeix al director i coautor del guió, Helmut Dietl, Oskar Reiter al productor d'èxit Bernd Eichinger i Bodo Kriegnitz al poeta Wolf Wondratschek, del poema del qual " Carmen  té com a subtítol "la pregunta assassina de qui va dormir amb qui". La història de la bella Valerie, desitjada per Reiter i Kriegnitz, que finalment se suïcida, es basa en l'editor de pel·lícules Jane Seitz. El personatge de la periodista Charlotte Sanders està basat en el crític de cinema Ponkie. El restaurant "Rossini" està inspirat en el restaurant de Munic "Romagna Antica", que es troba a Schwabing a Elisabethstrasse 52 no lluny on es trobava Filmverlag der Autoren. Va ser freqüentat per celebritats del cinema (com Rainer Werner Fassbinder) a partir de la dècada de 1970. Dietl i Eichinger hi van ser convidats habituals des dels anys vuitanta.
Les persones de la pel·lícula són retratades com incapaces de relacionar-se i egoistes. Les seves vanitats condueixen a escenes còmiques, sobretot en situacions de debilitat i necessitat. Les relacions duradores no es poden produir d'aquesta manera, tot i que tots els personatges estan o creuen estar constantment a la recerca d'un vincle.

## Premis
- 1996: Bayerischer Filmpreis
  - Premi del director a Helmut Dietl
  - Premi Actor a Heiner Lauterbach
  - Premi Jove Actor a Jan Josef Liefers
- 1997: Premi Bambi a Heiner Lauterbach
- 1997: Premi Ernst Lubitsch
- 1997: Gilde Filmpreis d'or "Millor pel·lícula alemanya"
- 1997: Deutscher Drehbuchpreis a Helmut Dietl i Patrick Süskind
- 1997: Deutscher Filmpreis
  - Millor director a Helmut Dietl
  - Millor pel·lícula
  - Millor actriu secundària a Martina Gedeck
  - Millor postproducció a Inez Regnier
- 1997: Goldene Leinwand